# Beachvolleybal op de Olympische Zomerspelen 2008 (mannen)
Het beachvolleybaltoernooi voor mannen tijdens de Olympische Zomerspelen 2008 in Peking vond plaats van 9 tot en met 22 augustus. De wedstrijden werden gespeeld in het Chaoyangpark waar een tijdelijk stadion stond. De 24 deelnemende teams waren verdeeld over zes groepen van vier, waarin een halve competitie werd gespeeld. De nummers één en twee van elke groep evenals de twee beste nummers drie gingen door naar de achtste finales. De vier overige nummers drie speelden twee play-offs voor een plaats in de achtste finale. Vanaf de achtste finales werd er gespeeld via het knockoutsysteem.
Het als tweede geplaatste Amerikaanse duo Todd Rogers en Phil Dalhausser won de gouden medaille door in de finale het als vierde geplaatste Braziliaanse duo Márcio Araújo en Fábio Luiz Magalhães te verslaan. Het brons ging naar de aftredende olympisch kampioenen Ricardo Santos en Emanuel Rego die in de wedstrijd om de derde plaats te sterk waren voor de tot-Georgiërs-genaturaliseerde Brazilianen Renato Gomes en Jorge Terceiro.

## Groepsfase
|  | Direct naar de laatste zestien |
|  | Naar de play-offs              |

### Groep A
| # | NOC | Ploeg                  | Punten | Wedstrijden | Wedstrijden | Spelpunten | Spelpunten | Spelpunten | Sets | Sets | Sets  |
| # | NOC | Ploeg                  | Punten | W           | V           | W          | V          | Ratio      | W    | V    | Ratio |
| - | --- | ---------------------- | ------ | ----------- | ----------- | ---------- | ---------- | ---------- | ---- | ---- | ----- |
| 1 | CHN | Xu Linyin / Wu Penggen | 6      | 3           | 0           | 135        | 104        | 1,298      | 6    | 1    | 6,000 |
| 2 | ESP | Herrera / Mesa         | 5      | 2           | 1           | 114        | 107        | 1,065      | 4    | 2    | 2,000 |
| 3 | AUT | Gosch / Horst          | 4      | 1           | 2           | 111        | 133        | 0,835      | 2    | 5    | 0,400 |
| 4 | EST | Kais / Vesik           | 3      | 0           | 3           | 133        | 149        | 0,893      | 2    | 6    | 0,333 |

| Datum       |                        | Score |                | Set 1   | Set 2   | Set 3   |
| ----------- | ---------------------- | ----- | -------------- | ------- | ------- | ------- |
| 10 augustus | Xu Linyin / Wu Penggen | 2 – 0 | Gosch / Horst  | 21 – 16 | 21 – 15 |         |
| 10 augustus | Herrera / Mesa         | 2 – 0 | Kais / Vesik   | 21 – 18 | 23 – 21 |         |
| 12 augustus | Xu Linyin / Wu Penggen | 2 – 1 | Kais / Vesik   | 15 – 21 | 21 – 11 | 15 – 13 |
| 12 augustus | Herrera / Mesa         | 2 – 0 | Gosch / Horst  | 21 – 14 | 21 – 12 |         |
| 14 augustus | Kais / Vesik           | 1 – 2 | Gosch / Horst  | 16 – 21 | 21 – 18 | 12 – 15 |
| 14 augustus | Xu Linyin / Wu Penggen | 2 – 0 | Herrera / Mesa | 21 – 13 | 21 – 15 |         |

### Groep B
| # | NOC | Ploeg               | Punten | Wedstrijden | Wedstrijden | Spelpunten | Spelpunten | Spelpunten | Sets | Sets | Sets  |
| # | NOC | Ploeg               | Punten | W           | V           | W          | V          | Ratio      | W    | V    | Ratio |
| - | --- | ------------------- | ------ | ----------- | ----------- | ---------- | ---------- | ---------- | ---- | ---- | ----- |
| 1 | LAT | Samoilovs / Pļaviņš | 5      | 2           | 1           | 139        | 134        | 1,037      | 4    | 3    | 1,333 |
| 2 | USA | Rogers / Dalhausser | 5      | 2           | 1           | 121        | 92         | 1,315      | 4    | 2    | 2,000 |
| 3 | SUI | Heyer / Heuscher    | 4      | 1           | 2           | 120        | 129        | 0,930      | 3    | 4    | 0,750 |
| 4 | ARG | Conde / Baracetti   | 4      | 1           | 2           | 99         | 124        | 0,798      | 2    | 4    | 0,500 |

| Datum       |                     | Score |                     | Set 1   | Set 2   | Set 3   |
| ----------- | ------------------- | ----- | ------------------- | ------- | ------- | ------- |
| 9 augustus  | Rogers / Dalhausser | 0 – 2 | Samoilovs / Pļaviņš | 19 – 21 | 18 – 21 |         |
| 9 augustus  | Heyer / Heuscher    | 2 – 0 | Conde / Baracetti   | 21 – 13 | 21 – 17 |         |
| 11 augustus | Rogers / Dalhausser | 2 – 0 | Conde / Baracetti   | 21 – 12 | 21 – 13 |         |
| 11 augustus | Heyer / Heuscher    | 1 – 2 | Samoilovs / Pļaviņš | 17 – 21 | 23 – 21 | 13 – 15 |
| 13 augustus | Conde / Baracetti   | 2 – 0 | Samoilovs / Pļaviņš | 23 – 21 | 21 – 19 |         |
| 13 augustus | Rogers / Dalhausser | 2 – 0 | Heyer / Heuscher    | 21 – 15 | 21 – 10 |         |

### Groep C
| # | NOC | Ploeg              | Punten | Wedstrijden | Wedstrijden | Spelpunten | Spelpunten | Spelpunten | Sets | Sets | Sets  |
| # | NOC | Ploeg              | Punten | W           | V           | W          | V          | Ratio      | W    | V    | Ratio |
| - | --- | ------------------ | ------ | ----------- | ----------- | ---------- | ---------- | ---------- | ---- | ---- | ----- |
| 1 | BRA | Ricardo / Emanuel  | 6      | 3           | 0           | 126        | 88         | 1,432      | 6    | 0    | MAX   |
| 2 | AUS | Schacht / Slack    | 5      | 2           | 1           | 115        | 102        | 1,127      | 4    | 2    | 2,000 |
| 3 | GEO | Geor / Gia         | 4      | 1           | 2           | 114        | 111        | 1,027      | 2    | 4    | 0,500 |
| 4 | ANG | Fernandes / Morais | 3      | 0           | 3           | 72         | 126        | 0,571      | 0    | 6    | 0,000 |

| Datum       |                   | Score |                    | Set 1   | Set 2   | Set 3 |
| ----------- | ----------------- | ----- | ------------------ | ------- | ------- | ----- |
| 9 augustus  | Ricardo / Emanuel | 2 – 0 | Fernandes / Morais | 21 – 8  | 21 – 13 |       |
| 9 augustus  | Schacht / Slack   | 2 – 0 | Geor / Gia         | 21 – 17 | 21 – 19 |       |
| 11 augustus | Ricardo / Emanuel | 2 – 0 | Geor / Gia         | 21 – 19 | 21 – 17 |       |
| 11 augustus | Schacht / Slack   | 2 – 0 | Fernandes / Morais | 21 – 15 | 21 – 9  |       |
| 13 augustus | Geor / Gia        | 2 – 0 | Fernandes / Morais | 21 – 14 | 21 – 13 |       |
| 13 augustus | Ricardo / Emanuel | 2 – 0 | Schacht / Slack    | 21 – 14 | 21 – 17 |       |

### Groep D
| # | NOC | Ploeg                      | Punten | Wedstrijden | Wedstrijden | Spelpunten | Spelpunten | Spelpunten | Sets | Sets | Sets  |
| # | NOC | Ploeg                      | Punten | W           | V           | W          | V          | Ratio      | W    | V    | Ratio |
| - | --- | -------------------------- | ------ | ----------- | ----------- | ---------- | ---------- | ---------- | ---- | ---- | ----- |
| 1 | AUT | Doppler / Gartmayer        | 6      | 3           | 0           | 156        | 144        | 1,083      | 6    | 2    | 3,000 |
| 2 | BRA | Márcio Araújo / Fábio Luiz | 5      | 2           | 1           | 139        | 131        | 1,061      | 5    | 2    | 2,500 |
| 3 | RUS | Barsoek / Kolodinski       | 4      | 1           | 2           | 132        | 130        | 1,015      | 3    | 4    | 0,750 |
| 4 | ITA | Lione / Amore              | 3      | 0           | 3           | 107        | 129        | 0,829      | 0    | 6    | 0,000 |

| Datum       |                            | Score |                      | Set 1   | Set 2   | Set 3   |
| ----------- | -------------------------- | ----- | -------------------- | ------- | ------- | ------- |
| 10 augustus | Márcio Araújo / Fábio Luiz | 2 – 0 | Lione / Amore        | 21 – 18 | 21 – 18 |         |
| 10 augustus | Barsoek / Kolodinski       | 1 – 2 | Doppler / Gartmayer  | 16 – 21 | 21 – 18 | 14 – 16 |
| 12 augustus | Márcio Araújo / Fábio Luiz | 1 – 2 | Doppler / Gartmayer  | 22 – 20 | 19 – 21 | 11 – 15 |
| 12 augustus | Barsoek / Kolodinski       | 2 – 0 | Lione / Amore        | 21 – 17 | 21 – 13 |         |
| 14 augustus | Doppler / Gartmayer        | 2 – 0 | Lione / Amore        | 21 – 19 | 24 – 22 |         |
| 14 augustus | Márcio Araújo / Fábio Luiz | 2 – 0 | Barsoek / Kolodinski | 24 – 22 | 21 – 17 |         |

### Groep E
| # | NOC | Ploeg                | Punten | Wedstrijden | Wedstrijden | Spelpunten | Spelpunten | Spelpunten | Sets | Sets | Sets  |
| # | NOC | Ploeg                | Punten | W           | V           | W          | V          | Ratio      | W    | V    | Ratio |
| - | --- | -------------------- | ------ | ----------- | ----------- | ---------- | ---------- | ---------- | ---- | ---- | ----- |
| 1 | NED | Nummerdor / Schuil   | 6      | 3           | 0           | 133        | 106        | 1,255      | 6    | 1    | 6,000 |
| 2 | SUI | Laciga / Schnider    | 5      | 2           | 1           | 113        | 102        | 1,108      | 4    | 2    | 2,000 |
| 3 | GER | Klemperer / Koreng   | 4      | 1           | 2           | 118        | 132        | 0,894      | 2    | 5    | 0,400 |
| 4 | NOR | Kjemperud / Skarlund | 3      | 0           | 3           | 123        | 147        | 0,837      | 2    | 6    | 0,333 |

| Datum       |                      | Score |                      | Set 1   | Set 2   | Set 3  |
| ----------- | -------------------- | ----- | -------------------- | ------- | ------- | ------ |
| 9 augustus  | Nummerdor / Schuil   | 2 – 0 | Laciga / Schnider    | 21 – 14 | 21 – 15 |        |
| 9 augustus  | Klemperer / Koreng   | 2 – 1 | Kjemperud / Skarlund | 19 – 21 | 22 – 20 | 15 – 7 |
| 11 augustus | Nummerdor / Schuil   | 2 – 1 | Kjemperud / Skarlund | 13 – 21 | 21 – 15 | 15 – 9 |
| 11 augustus | Klemperer / Koreng   | 0 – 2 | Laciga / Schnider    | 15 – 21 | 15 – 21 |        |
| 13 augustus | Kjemperud / Skarlund | 0 – 2 | Laciga / Schnider    | 17 – 21 | 13 – 21 |        |
| 13 augustus | Nummerdor / Schuil   | 2 – 0 | Klemperer / Koreng   | 21 – 16 | 21 – 16 |        |

### Groep F
| # | NOC | Ploeg             | Punten | Wedstrijden | Wedstrijden | Spelpunten | Spelpunten | Spelpunten | Sets | Sets | Sets  |
| # | NOC | Ploeg             | Punten | W           | V           | W          | V          | Ratio      | W    | V    | Ratio |
| - | --- | ----------------- | ------ | ----------- | ----------- | ---------- | ---------- | ---------- | ---- | ---- | ----- |
| 1 | USA | Gibb / Rosenthal  | 6      | 3           | 0           | 142        | 111        | 1,279      | 6    | 1    | 6,000 |
| 2 | JPN | Asahi / Shiratori | 4      | 1           | 2           | 147        | 151        | 0,974      | 3    | 5    | 0,600 |
| 3 | NED | Boersma / Ronnes  | 4      | 1           | 2           | 125        | 137        | 0,912      | 3    | 4    | 0,750 |
| 4 | GER | Brink / Dieckmann | 4      | 1           | 2           | 106        | 121        | 0,876      | 2    | 4    | 0,500 |

| Datum       |                   | Score |                   | Set 1   | Set 2   | Set 3   |
| ----------- | ----------------- | ----- | ----------------- | ------- | ------- | ------- |
| 10 augustus | Brink / Dieckmann | 2 – 0 | Asahi / Shiratori | 21 – 18 | 21 – 18 |         |
| 10 augustus | Gibb / Rosenthal  | 2 – 0 | Boersma / Ronnes  | 21 – 16 | 21 – 15 |         |
| 12 augustus | Brink / Dieckmann | 0 – 2 | Boersma / Ronnes  | 16 – 21 | 20 – 22 |         |
| 12 augustus | Gibb / Rosenthal  | 2 – 1 | Asahi / Shiratori | 21 – 15 | 19 – 21 | 18 – 16 |
| 14 augustus | Boersma / Ronnes  | 1 – 2 | Asahi / Shiratori | 15 – 21 | 25 – 23 | 11 – 15 |
| 14 augustus | Brink / Dieckmann | 0 – 2 | Gibb / Rosenthal  | 15 – 21 | 13 – 21 |         |

### Play-offs
| Datum       |                  | Score |                    | Set 1   | Set 2   | Set 3 |
| ----------- | ---------------- | ----- | ------------------ | ------- | ------- | ----- |
| 14 augustus | Heyer / Heuscher | 0 – 2 | Gosch / Horst      | 11 – 21 | 19 – 21 |       |
| 14 augustus | Boersma / Ronnes | 0 – 2 | Klemperer / Koreng | 16 – 21 | 25 – 27 |       |

## Knockoutfase
| Achtste finale | Achtste finale             | Achtste finale | Achtste finale | Achtste finale |  |    | Kwartfinale         | Kwartfinale                | Kwartfinale | Kwartfinale | Kwartfinale |  |  | Halve finale | Halve finale               | Halve finale | Halve finale | Halve finale |  |              | Finale       | Finale                     | Finale       | Finale       | Finale |
|                |                            |                |                |                |  |    |                     |                            |             |             |             |  |  |              |                            |              |              |              |  |              |              |                            |              |              |        |
| 1              | Xu Linyin / Wu Penggen     | 15             | 18             |                |  |    |                     |                            |             |             |             |  |  |              |                            |              |              |              |  |              |              |                            |              |              |        |
| 8              | Klemperer / Koreng         | 21             | 21             |                |  |    | 8                   | Klemperer / Koreng         | 13          | 23          |             |  |  |              |                            |              |              |              |  |              |              |                            |              |              |        |
| 20             | Laciga / Schnider          | 16             | 23             | 13             |  | 2  | Rogers / Dalhausser | 21                         | 25          |             |             |  |  |              |                            |              |              |              |  |              |              |                            |              |              |        |
| 2              | Rogers / Dalhausser        | 21             | 21             | 15             |  |    |                     |                            |             |             |             |  |  | 2            | Rogers / Dalhausser        | 21           | 21           |              |  |              |              |                            |              |              |        |
| 5              | Nummerdor / Schuil         | 21             | 21             |                |  |    |                     |                            |             |             |             |  |  | 15           | Geor / Gia                 | 11           | 13           |              |  |              |              |                            |              |              |        |
| 10             | Schacht / Slack            | 16             | 14             |                |  |    | 5                   | Nummerdor / Schuil         | 19          | 19          |             |  |  |              |                            |              |              |              |  |              |              |                            |              |              |        |
| 15             | Geor / Gia                 | 19             | 21             | 15             |  | 15 | Geor / Gia          | 21                         | 21          |             |             |  |  |              |                            |              |              |              |  |              |              |                            |              |              |        |
| 16             | Doppler / Gartmayer        | 21             | 16             | 13             |  |    |                     |                            |             |             |             |  |  |              |                            |              |              |              |  |              | 2            | Rogers / Dalhausser        | 23           | 17           | 15     |
| 3              | Ricardo / Emanuel          | 18             | 25             | 15             |  |    |                     |                            |             |             |             |  |  |              |                            |              |              |              |  |              | 4            | Márcio Araújo / Fábio Luiz | 21           | 21           | 4      |
| 9              | Barsoek / Kolodinski       | 21             | 23             | 12             |  |    | 3                   | Ricardo / Emanuel          | 21          | 21          |             |  |  |              |                            |              |              |              |  |              |              |                            |              |              |        |
| 12             | Herrera / Mesa             | 24             | 17             |                |  | 7  | Gibb / Rosenthal    | 18                         | 16          |             |             |  |  |              |                            |              |              |              |  |              |              |                            |              |              |        |
| 7              | Gibb / Rosenthal           | 26             | 21             |                |  |    |                     |                            |             |             |             |  |  | 3            | Ricardo / Emanuel          | 20           | 18           |              |  |              |              |                            |              |              |        |
| 19             | Asahi / Shiratori          | 21             | 15             |                |  |    |                     |                            |             |             |             |  |  | 4            | Márcio Araújo / Fábio Luiz | 22           | 21           |              |  |              |              |                            |              |              |        |
| 4              | Márcio Araújo / Fábio Luiz | 23             | 21             |                |  |    | 4                   | Márcio Araújo / Fábio Luiz | 22          | 21          |             |  |  |              |                            |              |              |              |  | Derde plaats | Derde plaats | Derde plaats               | Derde plaats | Derde plaats |        |
| 24             | Gosch / Horst              | 21             | 21             |                |  | 24 | Gosch / Horst       | 20                         | 17          |             |             |  |  |              |                            |              |              |              |  | 15           | Geor / Gia   | 15                         | 10           |              |        |
| 23             | Samoilovs / Pļaviņš        | 17             | 18             |                |  |    |                     |                            |             |             |             |  |  |              |                            |              |              |              |  |              | 3            | Ricardo / Emanuel          | 21           | 21           |        |